# Neosciadella obliquata
Neosciadella obliquata là một loài bọ cánh cứng trong họ Cerambycidae.